# Free Methodist Church
Free Methodist Church (FMC) är ett metodistiskt trossamfund med rötterna i amerikansk helgelserörelse och Methodist Episcopal Church (MEC).
B.T. Roberts, J.W. Redfield och andra reformivrare inom den sistnämnda kyrkan uteslöts eller fick sparken som pastorer i mitten av 1800-talet. Dessa samlades 1860 till en konferens i Pekin, New York och bildade Free Methodist Church of North America som idag växt till en internationell kyrkofamilj med 850 000 medlemmar fördelade på församlingar i 82 länder. Officiellt organ är tidskriften Light & Life Magazine. FMC:s internationella högkvarter ligger i Indianapolis i USA. 
Den fråga som först utlöste MEC:s konflikt med B.T. Roberts handlade om att den sistnämnde kritiserade det system med hyrda eller köpta kyrkbänkar som tillämpades i MEC och som möjliggjorde för rikare familjer att skaffa sig en framskjuten position i kyrkorummet. Roberts och hans anhängare höll också fast vid John Wesleys, kyrkans (och helgelserörelsens) ursprungliga syn på fullständig helgelse. Man kritiserade också MEC för att inte tillräckligt tydligt ta avstånd från slaveriet. FMC tog också avstånd från instrumentalmusik i kyrkorna och sjöng enbart a cappella – en praxis som ändrades genom kongressbeslut först 1943.
FMC i USA tillhör Global Wesleyan Alliance, Christian Holiness Partnership, Christian Churches Together, National Association of Evangelicals, Wesleyan Holiness Consortium och Metodistiska Världsrådet.

## Free Methodist World Conference
Free Methodist World Fellowship gick samman med Free Methodist Constitutional Council och bildade Free Methodist World Conference (FMWC), den 30 juni 1999 i Anderson, Indiana. Sedan dess har världskonferenser hållits vart fjärde år, på följande platser:
- Harare (2003)
- Sao Paulo (2007)
- Bujumbura (2011)

Däremellan hålls också regionala samlingar (Area Fellowships) i Asien, Europa, Latinamerika, Nordamerika, Södra Afrika, Västafrika och Öst-Centralafrika.

### Generalkonferenser
Under FMWC finns fjorton olika generalkonferenser, i:
- Brasilien
- Burundi
- Dominikanska republiken
- Egypten
- Indien
- Japan
- Kanada
- Kongo-Kinshasa
- Moçambique
- Nordamerika
- Filippinerna
- Rwanda
- Sydafrika
- Zimbabwe

Dessutom finns provisoriska konferenser i Haiti och Kenya.